# Fényvisszaverődés

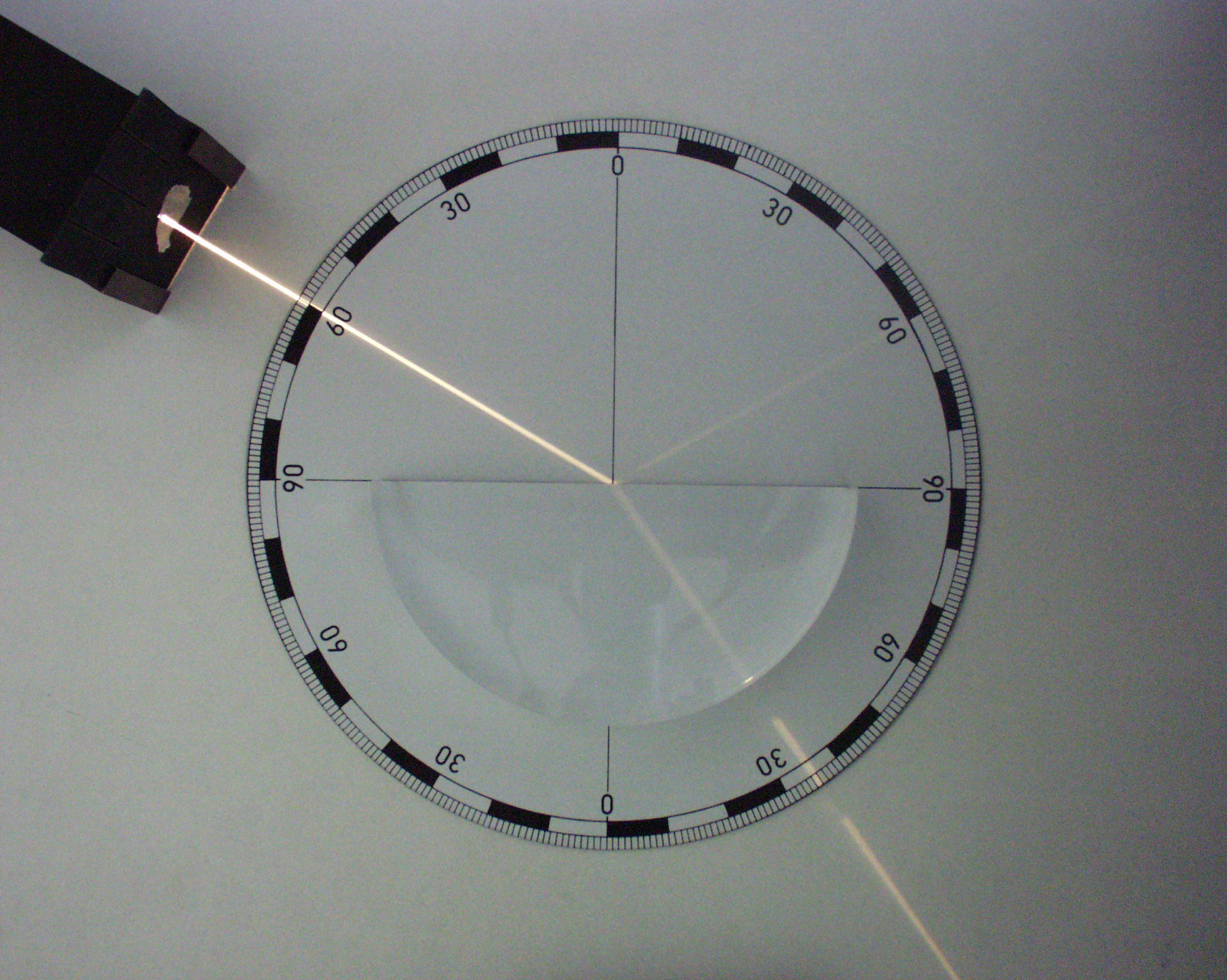
Fényvisszaverődés és fénytörés levegő-plexi határán

A fényvisszaverődés (reflexió) egy optikai jelenség. Ha a fény két eltérő optikai sűrűségű közeg határára érkezik, akkor egy része visszaverődik, másik része pedig belép az új közegbe. Az új közegben haladó fénysugár általában megtörik. A jobb oldali képen megfigyelhető a levegőből a plexi felületére érkező fénysugár visszaverődése és törése is.

## A szabályos fényvisszaverődés

A fényvisszaverődést leíró fogalmak

A fényvisszaverődés törvénye

Ha a fényvisszaverődés egy kellően sima felületről történik, akkor a visszaverődést szabályos fényvisszaverődésnek nevezzük. Az alábbi törvények a szabályos fényvisszaverődésre vonatkoznak.
A fényvisszaverődés törvényeinek megfogalmazásához szükséges fogalmak:
- Beesési pontnak nevezzük a két közeg határfelületén azt a pontot, ahova a (vizsgált) fénysugár beérkezik.
- Beesési merőlegesnek nevezzük a beesési ponton átmenő, két közeg határfelületére merőleges egyenest.
- Beesési szögnek hívjuk a beeső fénysugár és a beesési merőleges közti szöget.
- Visszaverődési szögnek nevezzük a visszaverődő fénysugár és a beesési merőleges közti szöget.

A fényvisszaverődés törvényei (Eukleidész, i. e. 300 körül) a következők:
1. A beeső fénysugár, a beesési merőleges és a visszavert fénysugár azonos síkban van.
2. A beesési szög (α) és a visszaverődési szög (α') ugyanakkora.  Képlettel felírva: α = α'.

Ezeket Euklidész gyakorlati módszerekkel írta le. Elméleti úton Fermat elvéből kaphatjuk meg.
A fényvisszaverődésre vonatkozó egyéb tudnivalók:
- A beeső és a visszavert fénysugár a beesési merőleges különböző oldalain halad.
- A fénysugár útja megfordítható, vagyis a visszavert fénysugár (s') irányából érkező fény a beeső fénysugár (s) mentén halad tovább.

A fényvisszaverődés törvényeinek következményei:
- A határfelületre merőlegesen beeső fénysugár önmagába verődik vissza.
- A sík visszaverő felületre egymással párhuzamosan beeső fénysugarak egymással párhuzamosan verődnek vissza.

A szabályos visszaverődésen alapul a különféle tükrök működése.

## Szórt (diffúz) fényvisszaverődés

Diffúz fényvisszaverődés

Ha a fényvisszaverő felület érdes, akkor a szórt (diffúz) visszaverődés jön létre. A diffúz visszaverődés miatt látjuk a (saját fénnyel nem rendelkező, de megvilágított) tárgyakat gyakorlatilag minden irányból.
Például éjszaka, száraz időben az útburkolati jelek, illetve az úthibák jól láthatóak. A jármű lámpái által kibocsátott fény egy része ugyanis a diffúz visszaverődés következtében visszajut a járművezető szemébe. Esőben azonban a jármű lámpáinak fénye a vizes útfelületről gyakorlatilag szabályosan (menetirány szerint előre) verődik vissza, így a burkolati jeleket vagy az úthibákat a járművezető alig látja. A vizes útfelületről visszaverődő fény ugyanakkor zavarhatja, illetve elvakíthatja a szembejövő járművek vezetőit.

## Teljes fényvisszaverődés
Ha a fény egy optikailag sűrűbb közegből egy ritkább közeg határfelületéhez érkezik, és a beesési szög nagyobb, mint a (két közegre jellemző) határszög akkor a fény nem törik meg, hanem teljes egészében visszaverődik. Ezt a jelenséget teljes fényvisszaverődésnek vagy totálreflexiónak nevezzük. A szabályos visszaverődés törvényei a teljes visszaverődésnél is érvényesek.
Mivel a legjobb minőségű tükrök is csak a fény 95 százalékát
verik vissza, egyes optikai eszközökben a tükrök helyett a teljes fényvisszaverődést használják a fény irányának megváltoztatására.

## Fényképek

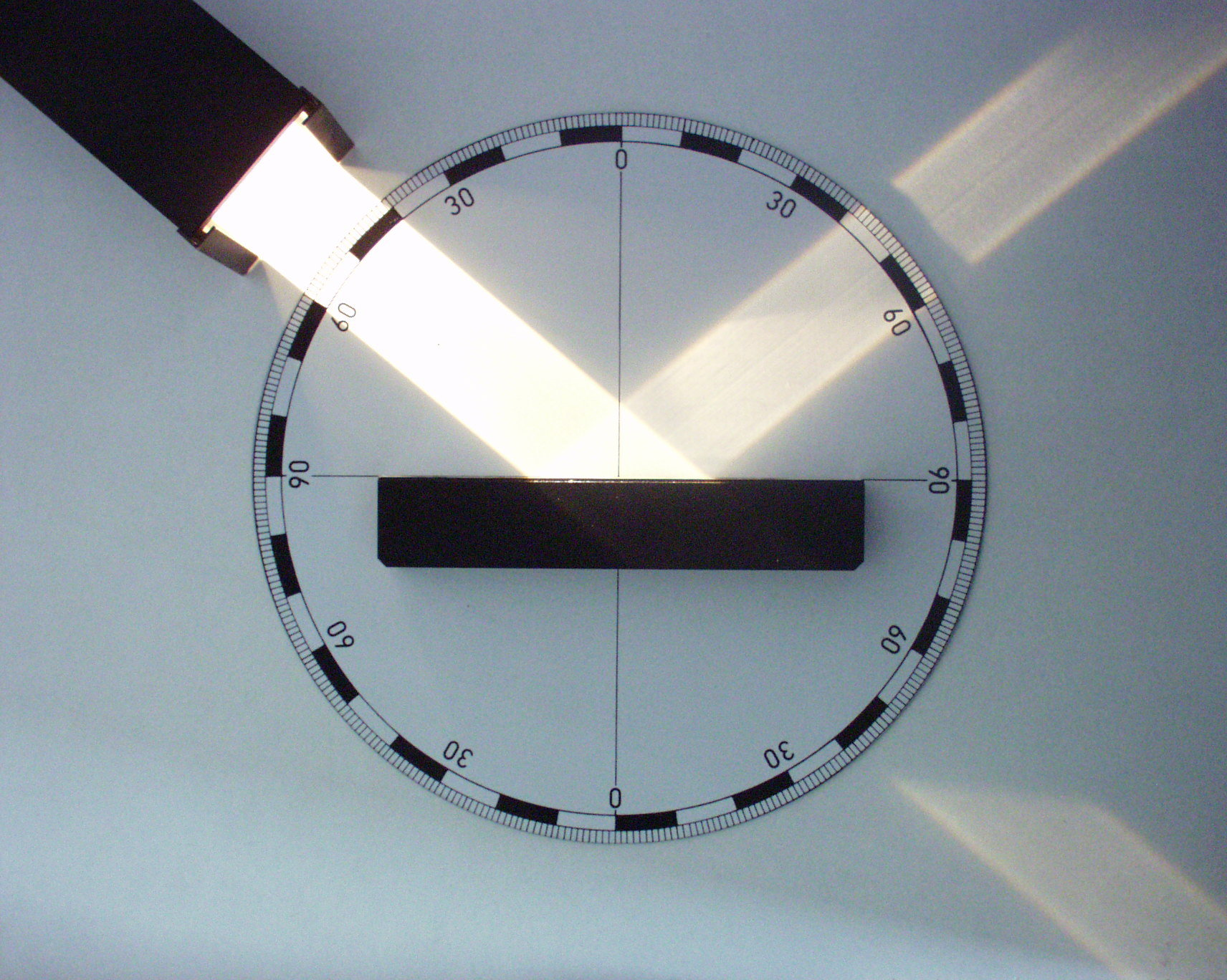
Párhuzamos fénynyaláb visszaverődése sík felületről
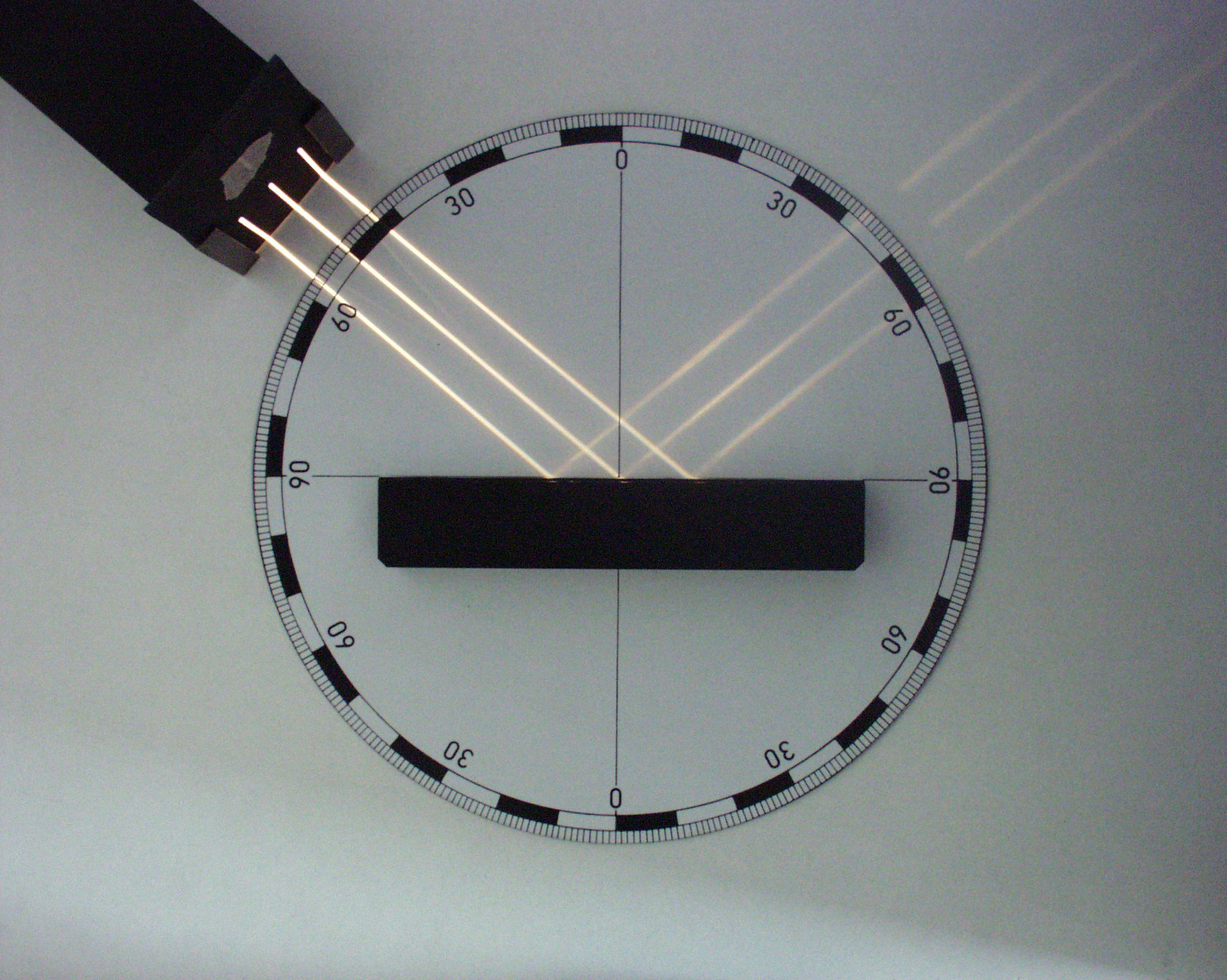
Párhuzamos fénysugarak visszaverődése sík felületről
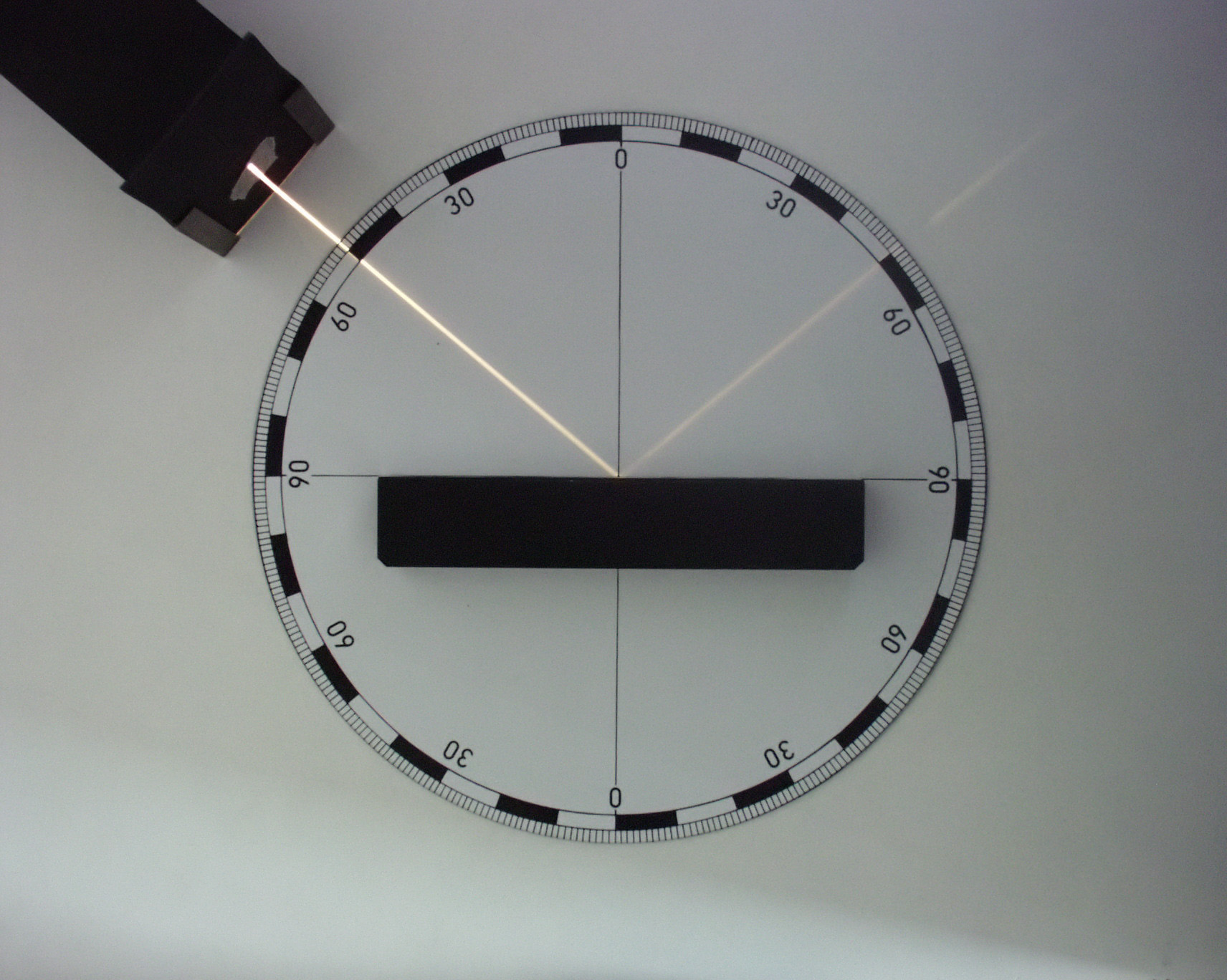
Fényvisszaverődés sík felületről
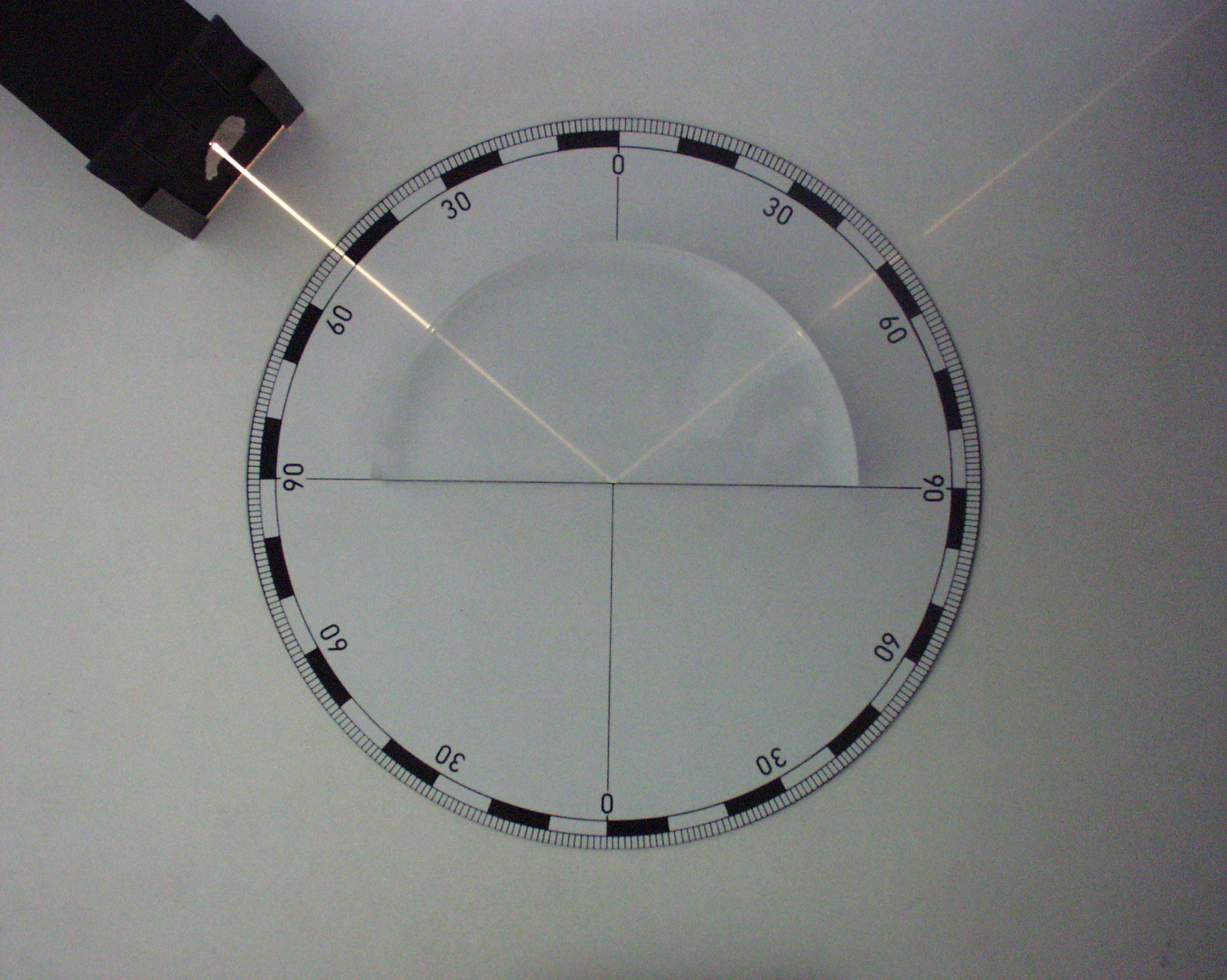
Teljes fényvisszaverődés plexi-levegő határán

## Lásd még
- Fermat-elv
- Fénytörés
- Teljes fényvisszaverődés
- Tükör
- Visszatükrözés